# 炭疽糖
炭疽糖（英语：Anthrose）是一种有机化合物，化学式为C12H23NO6。它可以甲基-4-叠氮基-3-O-苄基-4,6-二脱氧-α-D-吡喃甘露糖苷为原料，经多步反应合成得到。
它和三个鼠李糖残基组成的四糖存在于炭疽桿菌内生孢子的外孢子中。